# Opanara duplicidentata
Opanara duplicidentata é uma espécie de gastrópode da família Charopidae.
É endémica de Polinésia Francesa.